# Alessandro Novelino
Alessandro Albuquerque Novelino (, 30 de setembro de 1972 — rio Acará, 25 de fevereiro de 2012) foi um político e empresário brasileiro. Era deputado estadual no Pará pelo Partido da Mobilização Nacional (PMN) e proprietário da Rede Alessandro de postos de combustíveis. Era casado e tinha duas filhas. 
Iniciou sua carreira política como deputado estadual em 2002, reelegendo-se por mais dois mandatos, em 2006 e 2010.
Alessandro Novelino faleceu em um acidente aéreo aos 39 anos de idade. Seu avião bimotor modelo Seneca caiu em uma região de difícil acesso no rio Acará, no nordeste paraense. Na aeronave estavam ainda o piloto e um assessor do deputado, que também faleceram. Seu corpo foi velado na Assembleia Legislativa do Pará (Alepa) e enterrado em um cemitério particular em Ananindeua, região metropolitana de Belém.